# Blaulichtfilter (Display)
Ein Blaulichtfilter ist eine Softwarefunktion zum Aktivieren eines „Farbfilters“ auf Bildschirmen (Displays), der den Anteil der Farbe Blau bei der Farbdarstellung reduziert und ein Betrachten des Bildschirms bei geringer Umgebungshelligkeit angenehmer machen soll. Eine Reduzierung des Blauanteils in der Farbdarstellung lässt ein Bild wärmer erscheinen.

## Wirkung
In Laborstudien konnte nachgewiesen werden, dass blaues Licht die Bildung des Schlafhormons Melatonin hemmt, das für das Müdigkeitsgefühl sorgt. Allerdings ist diese Wirkung auch bei hellem, weißen Licht ohne erhöhten Blauanteil nachgewiesen.
Es ist plausibel, dass LED-Licht, das einen besonders hohen Blauanteil hat, ebenfalls unseren Schlaf beeinflusst. Es gibt allerdings keinen wissenschaftlichen Nachweis für einen Zusammenhang zwischen dem Blauanteil im Licht von Bildschirmen und der Schlafqualität.

## Herstellerbezeichnungen
Beispiele für Bezeichnungen für den Blaulichtfilter:
- „Nachtfarben“: bei KDE Plasma 5 ab Version 5.18;[6] davor gab es bereits für Plasma 4 das Widget Redshift[7]
- „Nachtlicht“: (englisch „Night Light“) bei einigen Android-Geräten verschiedener Hersteller;[8] ab Android-Version 7.1 „Nougat“
- „Nachtmodus“: bei Windows 10 (ab Version 1703 Creators Update)[9] und Windows 11[10] von Microsoft, sowie bei Gnome ab Version 3.24
- „Night Shift“: bei Produkten von Apple, etwa Macs mit macOS[11] ab Version 10.12.4 oder iPads/iPhones mit iOS[12] ab Version 9.3
- „smartLight“: bei E-Book-Readern der Marke Tolino[13]

## Verwendung
Viele Umsetzungen bieten eine meist optionale Automatik, die den Blaulichtanteil sowie generell die Farbtemperatur automatisch in den Nachtstunden oder per Umgebungslichtsensor reduziert. Das Gerät schaltet dann automatisch, teils abhängig vom bekannten Sonnenstand am Aufenthaltsort, in den „Nachtmodus“ um.
Oft wird auch empfohlen, zusätzlich das Farbschema in einen dunklen Modus, „Dark Mode“, umzuschalten.